# Кордел (Ајфел)
Кордел (њем. Kordel) општина је у њемачкој савезној држави Рајна-Палатинат. Једно је од 103 општинска средишта округа Трир-Сарбург. Према процјени из 2010. у општини је живјело 2.136 становника. Посједује регионалну шифру (AGS) 7235069.

## Географски и демографски подаци
Кордел се налази у савезној држави Рајна-Палатинат у округу Трир-Сарбург. Општина се налази на надморској висини од 140 метара. Површина општине износи 16,6 km². У самом мјесту је, према процјени из 2010. године, живјело 2.136 становника. Просјечна густина становништва износи 129 становника/km².